# (1953) Rupertwildt
(1953) Rupertwildt (aussi nommé 1951 UK) est un astéroïde de la ceinture principale, découvert le 29 octobre 1951 à l'observatoire Goethe Link près de Brooklyn, dans l'Indiana. 
Il a été nommé en hommage à Rupert Wildt, astronome germano-américain.